# Landesvorstand
Der Landesvorstand ist der gewählte Vorstand eines Landesverbandes einer Partei oder eines Verbandes (zum Beispiel NABU, DRK, AWO). Er wird von der Landesmitgliederversammlung, vom Landesparteitag beziehungsweise vom Landesverbandstag gewählt. 
Er besteht im Normalfall aus dem Vorsitzenden, einem oder mehreren Stellvertretern und dem Schatzmeister (auch: Finanzer, Kassenwart). Zum Teil kommen noch Beisitzer hinzu. 
Bei der Partei Bündnis 90/Die Grünen bestehen die meisten Landesvorstände aus jeweils zwei Sprechern (entsprechen Vorsitzenden, davon mindestens eine weiblich), dem Schatzmeister, mindestens zwei Beisitzern und zum Teil dem politischen Geschäftsführer (auch: Generalsekretär).